# 锗烷基胂
锗烷基胂（Germylarsine）是一种无机化合物，化学式为H3GeAsH2。

## 制备
该化合物可由锗烷和砷化氢按等摩尔比放电反应得到，或者由硅烷基胂（silylarsine）和一氯锗烷（GeH3Cl）反应得到。CaGe和Ca3As2的混合物在酸性条件下水解，会生成H3GeAsH2作为产物之一。LiAlH4和AsH3反应后，再和GeH3X（X=Cl, Br, I）反应，也能得到GeH3AsH2。

## 性质
该化合物和乙硼烷反应，生成GeH3PH2BH3。和碘反应，生成GeH3I和砷的氢化物物种。

## 拓展阅读
- Zaitsev, N. M.; Maslov, P. G.; Ivolgin, V. I. Thermodynamics of germanium hydrides containing arsenic and carbon（俄文）. Zhurnal Prikladnoi Khimii (Sankt-Peterburg, Russian Federation), 1974. 47 (9): 2020-2023. ISSN: 0044-4618.